# Filipa Azevedo
Filipa Azevedo (Gondomar, cerca de Oporto, 31 de julio de 1991) es una cantante portuguesa.
La cantante portuguesa Filipa Azevedo de 19 años cantó "Há dias Assim" representando a Portugal en el Festival de la Canción de Eurovisión 2010. Actualmente reside en Londres con su familia, donde asiste a clases en la London School Musical. A los 12 años inicia su carreca musical, a los 16, consigue la fama al participar en el "Talent Show" "Família Super Star", en 2009 lanza su primer álbum.

## Festival de Eurovision
El 6 de marzo de 2010, ganó el festival portugués, Festival RTP da Canção 2010, y representó a Portugal en el Festival de la Canción de Eurovisión 2010 con la canción "Há dias assim". Actuó en la primera semifinal que se celebró el 25 de mayo de 2010 en Oslo, Noruega, logrando pasar a la final del día 29 de mayo. Finalmente quedó en 18.ª posición con 43 puntos.

## Discografía

### Álbumes
- "Filipa Azevedo" - 2009

### Sencillos
- "Só eu sei" - 2008
- "Tu és magia, tu és a paz" (a dúo con Susana Azevedo) - 2009
- "Há dias assim"- 2010

### Recopilaciones
- "Familia Superstar" - 2007
- "Carrossel de Papel" - 2008